# Редакції Windows 7
Усього Microsoft пропонує 6 різних варіантів постачання, проте через роздрібну мережу поширюються переважно версії Home Premium і Professional. Інші варіанти поширюються обмежено, наприклад, тільки для корпоративних клієнтів або тільки в країнах, що розвиваються. Всі варіанти Windows 7, окрім найбільш спрощених, працюють як на 32-бітній, так і на 64-бітній платформах. Для приватних користувачів передбачається спеціальна сімейна версія: умови ліцензії дозволяють встановити її не на одному, а на двох або трьох комп'ютерах.
Початкова редакція (Windows 7 Starter) поширюється виключно з новими комп'ютерами, вона не включає функціональної частини для програвання H.264, ААС, Mpeg-2. 
Домашня базова — призначена виключно для випуску в країнах, що розвиваються, в ній немає інтерфейсу Windows Aero з функціями Peek і Shake і передперегляду в панелі завдань, загального доступу до підключення в інтернет і деяких інших функцій.
У Професійній, Корпоративній і Максимальній є підтримка XP Mode.
Всі 32-бітові версії підтримують до 4 Гб ОЗП (фізичний максимум — у 32-біти можна вмістити лише 4 Гб даних). 64-бітові редакції підтримує від 8 Гб (Домашня базова) до 192 Гб пам'яті у всіх останніх редакціях, за винятком Домашньої розширеної, в ній обмеження — 16 Гб.

## Вбудовані версії
Windows 7 зараз також доступна як вбудована версія для розробників (раніше відома як Windows Embedded 2011).

### Таблиця порівняння версій
| Функція / Редакція                                                         | Початкова                                       | Домашня початкова                                                                                               | Домашня Преміум                                 | Професійна                                                                        | Корпоративна                                 | Ультра                                       |
| -------------------------------------------------------------------------- | ----------------------------------------------- | --- | ----------------------------------------------- | --------------------------------------------------------------------------------- | -------------------------------------------- | -------------------------------------------- |
| Функція / Редакція                                                         | Продаж в роздріб і через OEM-ліцензування       | Продаж лише під корпоративними ліцензіями (Retail, роздріб) та OEM ліцензування лише в країнах, що розвиваються | Продаж уроздріб (обмежено) і по OEM-ліцензіях   | Продаж уроздріб (обмежено) і по OEM-ліцензіях та у ліцензуванні у великих обсягах | Ліцензування у великих обсягах               | роздріб та OEM-ліцензування                  |
| Припинення підтримки                                                       | 14 січня 2020                                   | 14 січня 2020                                                                                                   | 14 січня 2020                                   | 14 січня 2020                                                                     | 14 січня 2020                                | 14 січня 2020                                |
| Максимальна фізична пам'ять (64-bit режим)                                 | Н/Д                                             | 8 GB | 16 GB                                           | 192 GB                                                                            | 192 GB                                       | 192 GB                                       |
| 64-бітна та 32-бітна версії                                                | лише 32-бітна                                   | Обидві (64-бітний диск не входить сюди)                                                                         | Обидві                                          | Обидві                                                                            | Обидві                                       | Обидві                                       |
| Максимальна к-сть підтримуваних фізичних CPU                               | 1                                               | 1 | 2                                               | 2                                                                                 | 2                                            | 2                                            |
| Backup and Restore Center (Центр резервного копіювання та відновлення)     | Не взмозі зробити резервне копіювання до мережі | Не взмозі зробити резервне копіювання до мережі                                                                 | Не взмозі зробити резервне копіювання до мережі | Так                                                                               | Так                                          | Так                                          |
| Можливість виступати як хост/клієнт-комп'ютер Віддаленого робочого столу   | Лише як клієнт                                  | Лише як клієнт                                                                                                  | Лише як клієнт                                  | Так                                                                               | Так                                          | Так                                          |
| Функція «Домашня група» (створення і приєднання до групи)                  | Лише приєднання                                 | Лише приєднання                                                                                                 | Так                                             | Так                                                                               | Так                                          | Так                                          |
| Декілька моніторів одночасно                                               | Ні                                              | Так | Так                                             | Так                                                                               | Так                                          | Так                                          |
| Швидка зміна користувача                                                   | Ні                                              | Так | Так                                             | Так                                                                               | Так                                          | Так                                          |
| Зміна фонового малюнку стільниці                                           | Ні                                              | Так | Так                                             | Так                                                                               | Так                                          | Так                                          |
| Диспетчер вікон стільниці                                                  | Ні                                              | Так | Так                                             | Так                                                                               | Так                                          | Так                                          |
| Центр мобільності Windows                                                  | Ні                                              | Так | Так                                             | Так                                                                               | Так                                          | Так                                          |
| Інтерфейс Aero Glass                                                       | Ні                                              | Частково | Так                                             | Так                                                                               | Так                                          | Так                                          |
| Multitouch (мульти-дотик) і покращуване розпізнавання рукописного введення | Ні                                              | Ні | Так                                             | Так                                                                               | Так                                          | Так                                          |
| Додаткові преміум ігри                                                     | Ні                                              | Ні | Так                                             | Вимкнено за-замовчуванням                                                         | Вимкнено за-замовчуванням                    | Так                                          |
| Windows Media Center                                                       | Ні                                              | Ні | Так                                             | Так                                                                               | Так                                          | Так                                          |
| Windows Media Player з функцією віддаленої передачі медіа                  | Ні                                              | Ні | Так                                             | Так                                                                               | Так                                          | Так                                          |
| Logical Disk Manager (Менеджер логічних дисків)                            | Ні                                              | Ні | Ні                                              | Так                                                                               | Так                                          | Так                                          |
| EFS (система шифрування даних)                                             | Ні                                              | Ні | Ні                                              | Так                                                                               | Так                                          | Так                                          |
| Друк з врахуванням інформації про місце розташування                       | Ні                                              | Ні | Ні                                              | Так                                                                               | Так                                          | Так                                          |
| Мережевий друк                                                             | Ні                                              | Так | Так                                             | Так                                                                               | Так                                          | Так                                          |
| Можливість поділитися підключенням до інтернету                            | Ні                                              | Так | Так                                             | Так                                                                               | Так                                          | Так                                          |
| Режим презентації                                                          | Ні                                              | Ні | Ні                                              | Так                                                                               | Так                                          | Так                                          |
| Group Policy (Правило Групи)                                               | Ні                                              | Ні | Ні                                              | Так                                                                               | Так                                          | Так                                          |
| Оффлайнові файли та перенаправлення тек                                    | Ні                                              | Ні | Ні                                              | Так                                                                               | Так                                          | Так                                          |
| Підключення до домену сервера Windows                                      | Ні                                              | Ні | Ні                                              | Так                                                                               | Так                                          | Так                                          |
| Емулятор Windows XP                                                        | Ні                                              | Ні | Ні                                              | Так                                                                               | Так                                          | Так                                          |
| Правила обмеження програмами                                               | Ні                                              | Ні | Ні                                              | Так                                                                               | Так                                          | Так                                          |
| Віддалення Aero glass                                                      | Ні                                              | Ні | Ні                                              | Ні                                                                                | Так                                          | Так                                          |
| Windows Media Player мультимедійте перенаправлення                         | Ні                                              | Ні | Ні                                              | Ні                                                                                | Так                                          | Так                                          |
| Аудіо записування через Служби Терміналів                                  | Ні                                              | Ні | Ні                                              | Ні                                                                                | Так                                          | Так                                          |
| Мульти-моніторові Служби Терміналів                                        | Ні                                              | Ні | Ні                                              | Ні                                                                                | Так                                          | Так                                          |
| Межі пошуку підприємства:130                                               | Ні                                              | Ні | Ні                                              | Ні                                                                                | Так                                          | Так                                          |
| Federated Search (федерований пошук)                                       | Ні                                              | Ні | Ні                                              | Ні                                                                                | Так                                          | Так                                          |
| AppLocker                                                                  | Ні                                              | Ні | Ні                                              | Створювати правила, але не в змозі примусити виконувати                           | Створювати та Примушувати Виконувати Правила | Створювати та Примушувати Виконувати Правила |
| Шифрування дисків програмою BitLocker                                      | Ні                                              | Ні | Ні                                              | Ні                                                                                | Так                                          | Так                                          |
| BranchCache Розподілений кеш                                               | Ні                                              | Ні | Ні                                              | Ні                                                                                | Так                                          | Так                                          |
| Можливість даунгрейду до Vista або XP                                      | Ні                                              | Ні | Ні                                              | Так                                                                               | Так                                          | Так                                          |
| DirectAccess                                                               | Ні                                              | Ні | Ні                                              | Ні                                                                                | Так                                          | Так                                          |
| Підсистема для запуску Unix-застосунків                                    | Ні                                              | Ні | Ні                                              | Ні                                                                                | Так                                          | Так                                          |
| Багатомовне середовище для користувача                                     | Ні                                              | Ні | Ні                                              | Так, необхідно придбати окремо                                                    | Так                                          | Так                                          |
| Покращення Інфраструктури Віртуальної Стільниці:130                        | Ні                                              | Ні | Ні                                              | Ні                                                                                | Так                                          | Так                                          |
| Завантаження з VHD (файлу-образу Microsoft Virtual PC)                     | Ні                                              | Ні | Ні                                              | Ні                                                                                | Так                                          | Так                                          |
| Функція / Редакція                                                         | Початкова                                       | Домашня початкова                                                                                               | Домашня Преміум                                 | Професійна                                                                        | Корпоративна                                 | Ультра                                       |